# 博布里察 (布恰区)
50°21′1″N 30°11′29″E / 50.35028°N 30.19139°E

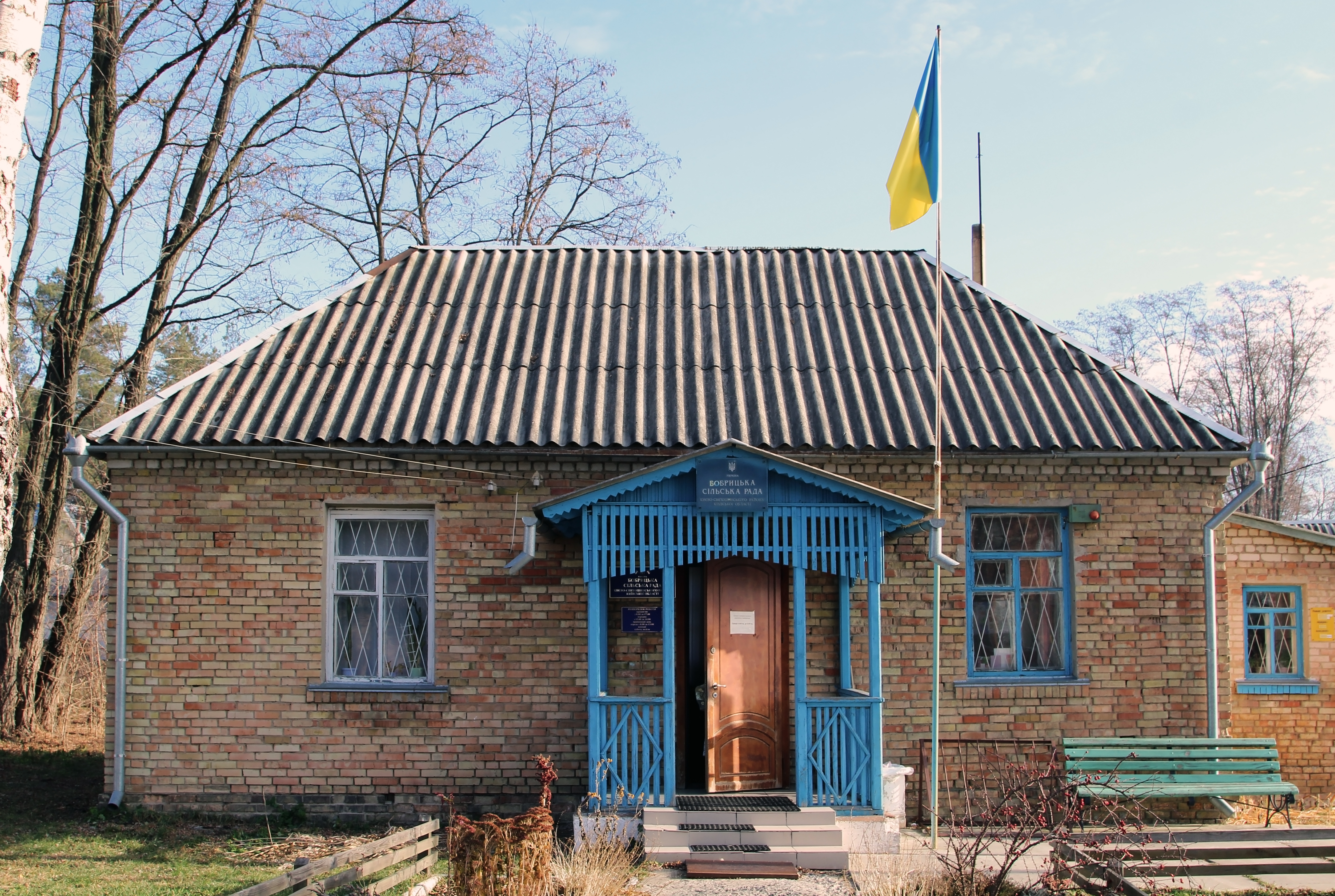

博布里察（羅馬化：Bobrytsia）是位於烏克蘭北部的村莊，由基辅州布恰区的比洛霍羅德卡市鎮負責管轄。該村始建於1616年，面積6.5平方公里，海拔高度164米，2001年人口565，人口密度每平方公里86.9人。